# Jean-Baptiste de Voglie
Jean-Baptiste de Voglie auch Giovani Bentivoglio (*  1723; † Oktober 1777) war ein französischer Ingenieur, Brücken- und Straßenbauer und Enzyklopädist.

## Leben und Wirken
Er entstammte einem Zweig der Familie Bentivoglio aus Ferrara. Im Jahre 1742 trat Jean de Voglie dem Corps des Ponts et chaussées in Frankreich bei und wurde zunächst als Ingenieur, genauer als Sous-ingénieur von Jean-Rodolphe Perronet in der Region Basse-Normandie in Alençon beschäftigt. Im Jahre 1746 arbeitete er zunächst für die Bezirksverwaltung von Paris (Généralité de Paris) und ab dem Jahre 1751 wurde er zum Chefingenieur der Bezirksverwaltung von Tours (Ingénieur en chef de la généralité de Tours) ernannt. Er übernahm diese Position von Mathieu Bayeux (* 1723) als Generalinspektor (Inspecteur général) im Jahre 1770, wo er u. a. für die Fertigstellung der Brücke Pont Wilson in Tours verantwortlich war. De Voglie plante auch die Pont Cessart in Saumur und überwachte ihre Ausführung durch Louis-Alexandre de Cessart (1719–1806).

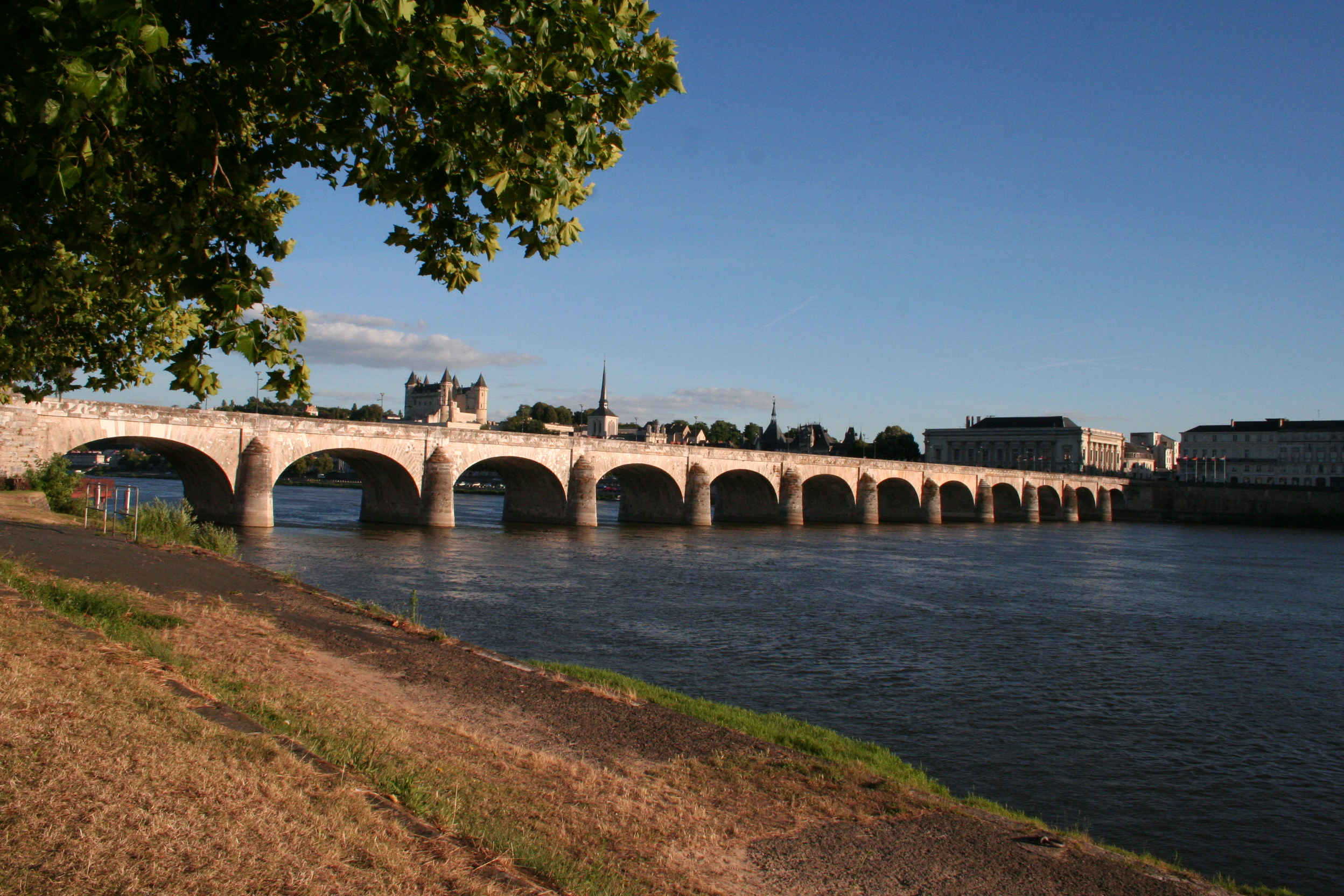
Pont Cessart, Saumur

Er galt als designierter Nachfolger des ersten Ingenieurs und Direktors Jean-Rodolphe Perronet, doch de Voglie starb frühzeitig. Der Architekt François-Michel Lecreulx (1729–1812) war ein Schüler von Jean-Baptiste Voglie und Louis-Alexandre de Cessart.
De Voglie schrieb einen Artikel über Brückenbau (Construction des ponts) für die Encyclopédie von Denis Diderot und Jean-Baptiste le Rond d’Alembert.